# Sassá
Luiz Ricardo Alves (Río de Janeiro, 11 de enero de 1994), más conocido como Sassá, es un futbolista brasileño que actúa como atacante en el Criciúma E. C..

## Palmarés

### Campeonatos regionales
| Título                | Club           | País   | Año  |
| --------------------- | -------------- | ------ | ---- |
| Taça Río              | Botafogo       | Brasil | 2013 |
| Taça Guanabara        | Botafogo       | Brasil | 2013 |
| Campeonato Carioca    | Botafogo       | Brasil | 2013 |
| Taça Guanabara        | Botafogo       | Brasil | 2015 |
| Campeonato Mineiro    | Cruzeiro E. C. | Brasil | 2018 |
| Campeonato Mineiro    | Cruzeiro E. C. | Brasil | 2019 |
| Campeonato Amazonense | Amazonas F. C. | Brasil | 2025 |

### Campeonatos nacionales
| Título                          | Club           | País   | Año  |
| ------------------------------- | -------------- | ------ | ---- |
| Campeonato Brasileño de Serie B | Botafogo       | Brasil | 2015 |
| Copa de Brasil                  | Cruzeiro E. C. | Brasil | 2017 |
| Copa de Brasil                  | Cruzeiro E. C. | Brasil | 2018 |
| Campeonato Brasileño de Serie C | Amazonas       | Brasil | 2023 |